# Wandelia wairarapa
Wandelia wairarapa är en kräftdjursart som beskrevs av Barnard 1972. Wandelia wairarapa ingår i släktet Wandelia och familjen Eophliantidae. Inga underarter finns listade i Catalogue of Life.